# Berenice III
Berenice III (115 v.Chr. - 80 v.Chr.) was koningin van Egypte in de periode van 81 tot 80 v.Chr. en van 101 v.Chr. tot 88 v.Chr. als co-regentes van haar oom/echtgenoot Ptolemaeus X Alexander I. Van 81 tot 80 heerste zij alleen over Egypte. Daarmee was zij de eerste vrouw die Egypte alleen bestuurde sinds 1100 jaar. De laatste was koningin Tawosret (19e dynastie).
Ze werd rond 115 v.Chr. geboren als de dochter van Ptolemaeus IX Soter II (Lathyros) en Cleopatra Selena I. Ze trouwde met Alexander in 101 v.Chr. toen hij de troon had ontnomen van Lathyros en zijn moeder en grootmoeder die Cleopatra III had vermoord. Toen Lathyros de troon terug wilde claimen verloor Berenice haar macht. Maar toen Lathyros stierf nam Berenice de troon 6 maanden over en in die periode won ze de liefde van haar volk.
Ze werd gedwongen om Ptolemaeus XI Alexander II in 80 v.Chr. als koning te erkennen. Hij zou haar 19 dagen later vermoorden, wat een domme zet was, omdat de bevolking daardoor van hem ging walgen. Uiteindelijk vermoordden ze hem een paar dagen later.